# Liste der Kulturdenkmäler in Hohenstein
Die folgende Liste enthält die in der Denkmaltopographie ausgewiesenen Kulturdenkmäler auf dem Gebiet  der Gemeinde Hohenstein, Rheingau-Taunus-Kreis, Hessen.
Hinweis: Die Reihenfolge der Denkmäler in dieser Liste orientiert sich zunächst an Ortsteilen und anschließend der Anschrift, alternativ ist sie auch nach der Bezeichnung, der vom Landesamt für Denkmalpflege vergebenen Nummer oder der Bauzeit sortierbar.
Kulturdenkmäler werden fortlaufend im Denkmalverzeichnis des Landes Hessen durch das Landesamt für Denkmalpflege Hessen auf Basis des Hessischen Denkmalschutzgesetzes (HDSchG) geführt. Die Schutzwürdigkeit eines Kulturdenkmals hängt nicht von der Eintragung in das Denkmalverzeichnis des Landes Hessen oder der Veröffentlichung in der Denkmaltopographie ab.

Das Vorhandensein oder Fehlen eines Objekts in dieser Liste ist keine rechtsverbindliche Auskunft darüber, ob es Kulturdenkmal ist oder nicht: Diese Liste entspricht möglicherweise nicht dem aktuellen Stand der offiziellen Denkmaltopographie. Diese ist für Hessen in den entsprechenden Bänden der Denkmaltopographie Bundesrepublik Deutschland und im Internet unter DenkXweb – Kulturdenkmäler in Hessen einsehbar. Auch diese Quellen sind, obwohl sie durch das Landesamt für Denkmalpflege Hessen aktualisiert werden, nicht immer aktuell, da es im Denkmalbestand immer wieder Änderungen gibt.
Eine verbindliche Auskunft erteilt allein das Landesamt für Denkmalpflege Hessen.
Nutze diese Kartenansicht, um Koordinaten in der Liste zu setzen. In dieser Kartenansicht sind Kulturdenkmale ohne Koordinaten mit einem roten bzw. orangen Marker dargestellt und können in der Karte gesetzt werden. Kulturdenkmale ohne Bild sind mit einem blauen bzw. roten Marker gekennzeichnet, Kulturdenkmale mit Bild mit einem grünen bzw. orangen Marker.

## Kulturdenkmäler nach Ortsteilen

### Born
| Bild            | Bezeichnung                        | Lage                                                                     | Beschreibung | Bauzeit | Objekt-Nr. |
| --------------- | ---------------------------------- | ------------------------------------------------------------------------ | --- | ------- | ---------- |
| weitere Bilder  | Brunnen                            | Born, Mühlenbergstraße LageFlur: 3, Flurstück: 122/4                     | Laufbrunnen aus Gusseisen, hergestellt vielleicht in der Michelbacher Hütte in der Zeit um die Jahrhundertwende. Achteckige Brunnensäule mit profiliertem Abschluss. Der rechteckige Brunnentrog zeigt ein ungewöhnliches Blendarkadenmotiv mit Halbsäulen und Bogenfries in romanisierenden Formen. Element des dörflichen Straßenbildes, 1985 an neuem Standort aufgestellt. |         | 13674 DDB  |
| Altes Rathaus   | Altes Rathaus                      | Born, Mühlenbergstraße LageFlur: 3, Flurstück: 151/1                     | | 1822    | 13675 DDB  |
| Bild gesucht BW |                                    | Born, Obergasse 4 LageFlur: 3, Flurstück: 168                            | | Um 1700 | 14573 DDB  |
| Bild gesucht BW |                                    | Born, Obergasse 9 LageFlur: 3, Flurstück: 18/2                           | | Um 1800 | 14574 DDB  |
| weitere Bilder  | Evangelische Kirche und Grenzstein | Born, Obergasse 11, Watzhahner Straße LageFlur: 3, Flurstück: 21/1, 22/5 | Kleine Kirche in Fachwerkbauweise mit dreiseitigem Schluss. Geschnitztes Holzportal, Balkendecke auf zwei Längsunterzügen über achteckigen Stützen. Zweiseitige Emporen, Kanzel um 1650, Orgel 1789 und geschnitztes Gestühl 1731. Originale Raumfarben nach Resten bei der Restaurierung von 1964-1965 hergestellt.                                                           | 1703    | 13678 DDB  |
| Bild gesucht BW |                                    | Born, Watzhahner Straße 19 LageFlur: 3, Flurstück: 146                   | Dreiseitige Hofreite |         | 13679 DDB  |
| Bild gesucht BW |                                    | Born, Watzhahner Straße 20 LageFlur: 3, Flurstück: 54/2                  | Geschlossene Hofreite |         | 13680 DDB  |
| Bild gesucht BW | Ehemalige Schule und Lehrerhaus    | Born, Watzhahner Straße 25 LageFlur: 3, Flurstück: 22/4                  | | 1831    | 13681 DDB  |
| weitere Bilder  | Brunnen                            | Born, Weihergasse LageFlur: 3, Flurstück: 154                            | Gusseiserner Pumpenbrunnen |         | 13682 DDB  |

### Breithardt
| Bild                         | Bezeichnung                                  | Lage                                                                             | Beschreibung | Bauzeit                   | Objekt-Nr. |
| ---------------------------- | -------------------------------------------- | -------------------------------------------------------------------------------- | --- | ------------------------- | ---------- |
| Bild gesucht BW              |                                              | Breithardt, Glockengasse 7 LageFlur: 58, Flurstück: 42                           | Wohnhaus einer Hofreite |                           | 13684 DDB  |
| weitere Bilder               | Evangelische Pfarrkirche (ehemals Hl. Kreuz) | Breithardt, Kirchgasse 5a, Langgasse 41 LageFlur: 57, Flurstück: 145, 147, 151/2 | Romanischer Westturm mit spätgotischem Spitzhelm und vier Wichhäuschen. Hoher spätgotischer Chor aus einem Joch und 5/8 Schluss um 1451, das Netzgewölbe auf Tier- und Fratzenkonsolen mit figürlichen Schlusssteinen. Portal bezeichnet mit 1725, Wandtabernakel mit Epitaph, 1490 gestiftet, mit Kreuzigungsgruppe und zwei Stifterfiguren. Taufstein Vierpassfuß und Maßwerk von 1519, weiter eine Orgel um 1790 und historische Grabsteine von 1491 und 1695. | 12. Jahrhundert Ursprung, | 13685 DDB  |
| Bild gesucht BW              | Gaststätte zur Krone                         | Breithardt, Langgasse 28 LageFlur: 61, Flurstück: 28                             | | Um 1906                   | 13686 DDB  |
| Bild gesucht BW              | Sachteil Fachwerk-Obergeschoss               | Breithardt, Langgasse 32 LageFlur: 61, Flurstück: 26/2                           | |                           | 13687 DDB  |
|                              |                                              | Breithardt, Langgasse 36 LageFlur: 61, Flurstück: 21/1                           | | 1717                      | 13688 DDB  |
|                              |                                              | Breithardt, Langgasse 37 LageFlur: 57, Flurstück: 124                            | Vierseitig geschlossenes Gehöft |                           | 13689 DDB  |
| Ehemaliges Rat- und Backhaus | Ehemaliges Rat- und Backhaus                 | Breithardt, Langgasse 39 LageFlur: 57, Flurstück: 150                            | |                           | 13690 DDB  |
| Bild gesucht BW              | Ehemalige Schule                             | Breithardt, Langgasse 43 LageFlur: 57, Flurstück: 152/1                          | |                           | 13691 DDB  |
| Bild gesucht BW              |                                              | Breithardt, Langgasse 46 LageFlur: 61, Flurstück: 13                             | |                           | 13692 DDB  |
| Rathaus                      | Rathaus                                      | Breithardt, Schwalbacher Straße 1 LageFlur: 56, Flurstück: 2/5                   | |                           | 13693 DDB  |
| Bild gesucht BW              |                                              | Breithardt, Verbindungsweg 2 LageFlur: 61, Flurstück: 23/5                       | Kleinhofreite |                           | 13694 DDB  |

### Burg Hohenstein
| Bild            | Bezeichnung                         | Lage | Beschreibung                                                                                                   | Bauzeit                              | Objekt-Nr. |
| --------------- | ----------------------------------- | --- | --- | ------------------------------------ | ---------- |
| Bild gesucht BW | Katholische Herz-Jesu-Kapelle       | Burg Hohenstein, Am Bahnhof LageFlur: 1, Flurstück: 43 | | 1906                                 | 13701 DDB  |
| weitere Bilder  | Bahnhof                             | Burg Hohenstein, Am Bahnhof 4, Eisenbahn, Am Bahnhof LageFlur: 1, 7, Flurstück: 11/1, 11/3, 11/4, 11/5, 7 | | 1894                                 | 13696 DDB  |
| Bild gesucht BW | Evangelisches Pfarrhaus             | Burg Hohenstein, Blankengarten 2 LageFlur: 2, Flurstück: 40 | |                                      | 13697 DDB  |
| Bild gesucht BW | Evangelische Pfarrkirche            | Burg Hohenstein, Blankengarten 4 LageFlur: 2, Flurstück: 41 | Neugotische Pfarrkirche von 1884 durch Herrmann Cuno aus Hildesheim über der Marienkapelle von 1453 errichtet. | 1453 Marienkapelle, 1884 Pfarrkirche | 13698 DDB  |
| weitere Bilder  | Burg Hohenstein                     | Burg Hohenstein, Burg Hohenstein LageFlur: 2, Flurstück: 107 | |                                      | 13699 DDB  |
| Bild gesucht BW | Tunnelportale der Aartalbahn        | Burg Hohenstein, Eisenbahn LageFlur: 1, 7, Flurstück: 11/5, 7 | |                                      | 13703 DDB  |
| Bild gesucht BW | Brücke über die Aartalbahn          | Burg Hohenstein, Eisenbahn (Im Tal) LageFlur: 1, Flurstück: 11/5 | | Um 1900                              | 13702 DDB  |
| Bild gesucht BW | Sachteil Portal                     | Burg Hohenstein, Im Tal 25 LageFlur: 2, Flurstück: 98 | |                                      | 13700 DDB  |
| Bild gesucht BW | Aartalbahn, Langenschwalbacher Bahn | Burg Hohenstein, Mühlberg, Im Seß, Eisenbahn, Breithardter Bach, Bei der Wiesenmühle, Am Bahnhof 4, Am Bahnhof, Aar LageFlur: 1, 6, 7, 8, Flurstück: 11/1, 11/3–5, 31, 58, 59, 1, 10, 13, 17, 28, 29, 3, 70, 18, 23, 25, 7, 24, 36, 8 | |                                      | 952990 DDB |

### Hennethal
| Bild           | Bezeichnung         | Lage | Beschreibung        | Bauzeit | Objekt-Nr. |
| -------------- | ------------------- | --- | ------------------- | ------- | ---------- |
| Turnhalle      | Turnhalle           | Hennethal, Am Dorfgemeinschaftshaus LageFlur: 38, Flurstück: 82/2                                                                                               |                     |         | 13706 DDB  |
| weitere Bilder |                     | Hennethal, Aubachstraße 7 LageFlur: 35, Flurstück: 9 | Hofreite in Ecklage |         | 14575 DDB  |
| weitere Bilder |                     | Hennethal, Aubachstraße 13 LageFlur: 35, Flurstück: 6 | Dreiseithofreite    |         | 13708 DDB  |
| weitere Bilder |                     | Hennethal, Aubachstraße 24 LageFlur: 37, Flurstück: 55 | Hofanlage           |         | 13709 DDB  |
| Obermühle      | Obermühle           | Hennethal, Im Scheidertal 4, Zwischen den Mühlen, In der Au, Aubach LageFlur: 33, 34, 36, 38, 41, Flurstück: 86/1, 86/2, 51, 34, 15/2, 3/1, 3/2, 67/7, 79/2, 23 |                     |         | 13710 DDB  |
| weitere Bilder |                     | Hennethal, Kirchstraße 1 LageFlur: 36, Flurstück: 15 | Hofreite            |         | 13711 DDB  |
| weitere Bilder | Evangelische Kirche | Hennethal, Kirchstraße 5 LageFlur: 36, Flurstück: 17 |                     |         | 13712 DDB  |

### Holzhausen über Aar
| Bild            | Bezeichnung              | Lage                                                                  | Beschreibung | Bauzeit | Objekt-Nr. |
| --------------- | ------------------------ | --------------------------------------------------------------------- | --- | ------- | ---------- |
| weitere Bilder  | Kriegerdenkmal           | Holzhausen über Aar, Breithardter Weg LageFlur: 7, Flurstück: 422/1   | |         | 13714 DDB  |
| weitere Bilder  | Brunnen                  | Holzhausen über Aar, Festerbachstraße LageFlur: 10, Flurstück: 126    | Laufbrunnen aus Gusseisen, vielleicht in der Michelbacher Hütte kurz vor 1900 hergestellt; 1991 saniert. Wie bei zwei anderen am Ort vorhandenen Brunnen wird ein Grundmodell jeweils geringfügig variiert. Kannelierte Säule mit Knaufbekrönung, quergestellter Rechtecktrog mit Einteilung in vier Felder. In jeder Feldmitte eine Akanthusrosette. An der in der Ortsmitte erweiterten Durchfahrtsstraße besitzt der Brunnen auch städtebauliche Qualität. Dahinter befand sich früher der offene Brandweiher. |         | 13715 DDB  |
| Bild gesucht BW |                          | Holzhausen über Aar, Festerbachstraße 24 LageFlur: 9, Flurstück: 27/1 | |         | 13716 DDB  |
| Bild gesucht BW | Ehemalige Schule         | Holzhausen über Aar, Festerbachstraße 28 LageFlur: 9, Flurstück: 29/1 | |         | 13717 DDB  |
| Bild gesucht BW | Evangelische Pfarrkirche | Holzhausen über Aar, Kirchhofsgäßchen LageFlur: 10, Flurstück: 61/1   | Chor mit dreiseitigem Schluss und Maßwerkfenstern um 1500. Das Kirchenschiff 1728 errichtet. Saalbau mit Mansarddach und Dachtürmchen. Emporen und Orgel um 1728, die Kanzel aus dem 17. Jahrhundert und die Gestühlswangen mit figürlichen Schnitzereien 1562 und 1619. Das ursprüngliche Netzgewölbe wurde 1868 ausgebrochen. | Um 1500 | 15929 DDB  |
| weitere Bilder  | Brunnen                  | Holzhausen über Aar, Klosterstraße 5 LageFlur: 10, Flurstück: 132/1   | Gusseiserner Brunnentrog vom Ende des 19. Jh., vielleicht aus der Michelbacher Hütte; die zugehörige Brunnensäule fehlt. Rechteckige Form mit Einteilung der Seiten in fünf bzw. zwei durch Stege unterteilte Felder; diese sind diagonal durchkreuzt. Im Mittelpunkt jeweils aufgesetzte Vierpassornamente, die jedoch nur noch an der Schmalseite vorhanden sind. |         | 13719 DDB  |
| Bild gesucht BW |                          | Holzhausen über Aar, Klosterstraße 16 LageFlur: 10, Flurstück: 14/1   | |         | 13720 DDB  |

### Steckenroth
| Bild            | Bezeichnung         | Lage                                                          | Beschreibung | Bauzeit | Objekt-Nr. |
| --------------- | ------------------- | ------------------------------------------------------------- | --- | ------- | ---------- |
| Bild gesucht BW |                     | Steckenroth, Brunnenstraße 9 LageFlur: 1, Flurstück: 135/2    | Hofreite |         | 14576 DDB  |
| Bild gesucht BW |                     | Steckenroth, Brunnenstraße 20 LageFlur: 1, Flurstück: 128/2   | Hakenhofreite mit Wohnhaus |         | 13723 DDB  |
| weitere Bilder  | Evangelische Kirche | Steckenroth, Kirchgasse 1 LageFlur: 1, Flurstück: 86          | Spätgotischer Chor aus einem Joch mit 5/8 Schluss, Sterngewölbe und Maßwerkfenster. Saalbau mit Zwiebeldachreiter, kleiner Holzvorhalle und Kirchenschiff aus 1791. |         | 13724 DDB  |
| Bild gesucht BW |                     | Steckenroth, Kirchgasse 8 LageFlur: 1, Flurstück: 90          | |         | 13725 DDB  |
| Bild gesucht BW |                     | Steckenroth, Wiesbadener Straße 11 LageFlur: 1, Flurstück: 42 | |         | 13726 DDB  |

### Strinz-Margarethä
| Bild           | Bezeichnung              | Lage                                                                   | Beschreibung | Bauzeit   | Objekt-Nr. |
| -------------- | ------------------------ | ---------------------------------------------------------------------- | --- | --------- | ---------- |
| weitere Bilder |                          | Strinz-Margarethä, Am Welschbach 1/3 LageFlur: 42, Flurstück: 33, 34/2 | Doppelwohnhaus |           | 13729 DDB  |
| weitere Bilder | Brunnen                  | Strinz-Margarethä, Pfalzstraße LageFlur: 41, Flurstück: 110            | Laufbrunnen aus Gusseisen, datiert 1888, vielleicht aus der Michelbacher Hütte stammend. Achteckige Säule mit Knaufbekrönung. Relativ kleiner rechteckiger Trog. Jede Seite aus einem gerahmten Feld bestehend; in der Mitte ornamentales Reliefmedaillon, an der nördlichen Schmalseite mit Löwenkopf. Element der um die Mitte des 19. Jahrhunderts bebauten Pfalzstraße. | 1888      | 13728 DDB  |
| weitere Bilder | Evangelische Pfarrkirche | Strinz-Margarethä, Scheidertalstraße LageFlur: 40, Flurstück: 10/1, 11 | Klassizistischer Saalbau mit Apsis und Dreiecksgiebel über dem Portalrisalit. Einfache Ausstattung um 1835 und Orgel um 1710, auf der Chorempore, wahrscheinlich von Joh. Jakob Dahm aus dem ehemaligen Weißfrauenkloster in Mainz. | 1834–1836 | 13731 DDB  |
| weitere Bilder | Evangelisches Pfarrhaus  | Strinz-Margarethä, Scheidertalstraße LageFlur: 40, Flurstück: 14       | | 1720      | 13732 DDB  |
| weitere Bilder |                          | Strinz-Margarethä, Scheidertalstraße 19 LageFlur: 41, Flurstück: 7     | Wohnhaus einer kleinen Hakenhofreite |           | 13730 DDB  |
| weitere Bilder |                          | Strinz-Margarethä, Schulstraße 2 LageFlur: 41, Flurstück: 65           | |           | 13733 DDB  |
| weitere Bilder | Kindergarten             | Strinz-Margarethä, Schulstraße 6 LageFlur: 41, Flurstück: 56/2         | | 1939      | 13734 DDB  |